# نوريس وينسلو
نوريس وينسلو (بالإنجليزية: Norris Winslow)‏ هو مصرفي وسياسي أمريكي، ولد في 1834. حزبياً، نشط في الحزب الجمهوري. وقد انتخب عضو مجلس ولاية نيويورك.